# 斯賓塞·亞伯拉罕
斯賓塞·亞伯拉罕（英語：Spencer Abraham；1952年6月12日—），美國政治人物。在1995年至2001年期間，他是密歇根州的兩位參議院議員之一。他的黨籍是共和黨。

## 生平
在2001年至2005年期間，亞伯拉罕曾經擔任美國能源部長職務。